# هوئی ویسپیل
هوئی ویسپیل (به لاتین: Höhi Wispile) یک کوه در سوئیس است که در کانتون برن واقع شده‌است. هوئی ویسپیل ۱٬۹۳۹ متر بالاتر از سطح دریا واقع شده‌است.